# 対数積分
数学において、対数積分（たいすうせきぶん、英: logarithmic integral function）li(x) とは、全ての正の実数 x ≠ 1 において次の自然対数 ln を含む定積分によって定義される特殊関数である。
{\displaystyle \operatorname {li} (x)=\int _{0}^{x}\!{\frac {dt}{\ln t}}}
ただし関数 1/ln t は t = 1 において特異点を持つため、上記における x > 1 の積分は、次のようにコーシーの主値として解釈される。
{\displaystyle \operatorname {li} (x)=\lim _{\varepsilon \to 0+}\left(\int _{0}^{1-\varepsilon }\!{\frac {dt}{\ln t}}+\int _{1+\varepsilon }^{x}\!{\frac {dt}{\ln t}}\right)}

## 性質
- x → ∞ におけるこの関数の発展挙動は、

{\displaystyle \operatorname {li} (x)=\Theta \left({x \over \ln x}\right)}
ここで{\displaystyle \Theta }はランダウの記号の一種である。ランダウの記号 § その他の漸近記法参照。
- 対数積分は素数の密度を推定するために使われることが多く、素数定理などで次の式として登場する。

{\displaystyle \operatorname {\pi } (x)\sim \operatorname {li} (x)\sim \operatorname {Li} (x)}
ここで π(x) は x 以下の素数の個数を示す素数計数関数である。Li(x) は次の式で定義される補正対数積分関数であり、オイラーの対数積分とも呼ばれる。
{\displaystyle \operatorname {Li} (x)=\operatorname {li} (x)-\operatorname {li} (2)}
あるいは
{\displaystyle \operatorname {Li} (x)=\int _{2}^{x}{\frac {dt}{\ln t}}}
である。（こちらの関数を li(x) と定めることもあるので記号の定義に注意が必要である。）Li(x)は積分領域の特異点を回避するという優位点があり、また li(x) よりもπ(x) を非常に良く近似する。
{\displaystyle \operatorname {Li} (x)}より良く{\displaystyle \pi (x)}を近似するものとして
{\displaystyle \operatorname {Li} (x)-{\frac {1}{2}}\operatorname {Li} ({\sqrt {x}})-{\frac {1}{3}}\operatorname {Li} ({\sqrt[{3}]{x}})-{\frac {1}{5}}\operatorname {Li} ({\sqrt[{5}]{x}})+{\frac {1}{6}}\operatorname {Li} ({\sqrt[{6}]{x}})-{\frac {1}{7}}\operatorname {Li} ({\sqrt[{7}]{x}})+...)}
等がある。
- 関数 li(x) と指数積分 Ei(x) との間には、x ≠ 1 を満たす全ての正の整数について次の関係が成立する。

{\displaystyle \operatorname {li} (x)=\operatorname {Ei} (\ln x)}